# Watt Mountain
Watt Mountain är ett berg i Dominica.   Det ligger i parishen Saint Patrick, i den södra delen av landet, 10 km öster om huvudstaden Roseau. Toppen på Watt Mountain är 1 224 meter över havet, eller 454 meter över den omgivande terrängen. Bredden vid basen är 4,8 km. Watt Mountain ligger på ön Dominica. Det ingår i Grande Soufrière Hills.
Terrängen runt Watt Mountain är huvudsakligen kuperad, men norrut är den bergig.  Närmaste större samhälle är Roseau, 9,6 km väster om Watt Mountain. I omgivningarna runt Watt Mountain växer i huvudsak städsegrön lövskog.